# Приливна сила
Приливната сила е вторичен ефект от силата на тежестта (гравитацията) и е причина за приливите. Тя възниква, тъй като гравитационната сила, упражнявана на единица маса върху едно тяло, не е постоянна по диаметъра му: страната, която е по-близо до привличащото тяло, се привлича по-силно. Казано по друг начин, приливната сила е диференциална сила.
Нека разгледаме три обекта, привлечени от Лунната гравитация: океаните от близката на Луната страна, земната твърд и океаните от далечнта страна на Луната. Луната привлича земната твърд, но привлича по-силно  близките океани (Луната привлича еднакво силно и твърдите скали и течните океани, но водата в океаните се премества повече защото течностите нямат определена форма), затова те се приближават до нея повече, причинявайки по този начин прилив. На същия принцип Луната привлича далечните океани (тези от другата страна на планетата) най-малко, затова те остават по-далеч (вследствие на по-малката гравитационна сила), причинявайки още един прилив едновременно с първия. Ако си представим, че наблюдаваме движението на Земята спрямо Луната от Космоса, можем да видим, че цялата планета е привлечена, но близките океани са по-силно привлечени (т.е. се приближават повече към Луната), а далечните – по-слабо (т.е. изостават).
Когато едно тяло се намира под въздействието на гравитацията на друго тяло, полето може да се мени значително между близката и далечната страна на първото тяло. Това предизвиква напрежения в тялото и може да го деформира и дори да го разруши. Такива напрежения няма, ако гравитационното поле е еднородно, тъй като то действа еднакво на всички части на тялото и ги ускорява в една и съща посока и с едно и също изменение на скоростта.
На изображението се вижда кометата Шумейкър-Леви 9 след разрушаването ѝ под въздействието на приливните сили на Юпитер. Кометата е падала върху Юпитер и части от нея, най-близки до Юпитер, са паднали с по-голямо ускорение поради по-голямата сила на тежестта. От гледна точка на наблюдател, намиращ се на кометата, би изглеждало, че предните части се отделят в посока напред, а задните части – в посока назад. В действителност всички части от кометата се ускоряват към Юпитер, но с различна скорост.
В случай на еластична сфера ефектът на приливната сила е да деформира тялото без промяна в обема. Сферата става елипсоид, чиято голяма ос сочи към привличащото тяло. Именно това става със земните океани. Въпреки че Земята не пада по права линия към Луната, тя постоянно се ускорява поради притеглянето на Луната, колебаейки се около общия център на масите. Всички части на Земята се ускоряват в отговор на притеглянето на Луната, но за един наблюдател от Земята изглежда, че земният център остава неподвижен, докато водата в океаните се преразпределя, за да образува изпъкналости откъм Луната и на противоположната страна.
Когато едно тяло се върти, докато е изложено на приливни сили, вътрешното триене води до постепенно разсейване на неговата кинетична енергия на въртене като топлина. Ако тялото е достатъчно близо до централната планета, това може да доведе до въртене, което е приливно съгласувано с движението по орбитата, както е в случая с Луната. Приливното нагряване причинява драматични вулканични ефекти на юпитеровия спътник Йо.